# Duchoborcy
Duchoborcy, także: Duchobory (ros. духоборы/духоборцы czyli: Bojownicy Ducha) – mistyczno-racjonalistyczna grupa religijna chrześcijańska, pochodząca z rosyjskiego prawosławia. Jej członkowie odrzucali kościół, dogmaty, przysięgę i służbę wojskową. Wysiedleni przez Mikołaja I do Zakaukazji, pod koniec XIX wieku wyemigrowali w części do Kanady.

## Historia
Początki tej grupy religijnej datują się na XVII–XVIII w., kiedy grupa wyznawców prawosławia w Rosji (najprawdopodobniej pod wpływem zachodnioeuropejskiego protestantyzmu) odrzuciła autorytet władzy świeckiej, duchowieństwa prawosławnego, kult ikon i uznała Biblię za jedyne źródło wiary, a Jezusa Chrystusa za jedyny autorytet. Głosili także bezwarunkowy pacyfizm chrześcijański, co stało się główną przyczyną ich prześladowań (tortury, więzienie i wygnanie).
W końcu XIX w. 2/3 duchoborców opuściło Rosję i w 1899 (dzięki finansowej pomocy kwakrów, którzy opłacili podróż) osiedlili się w Kanadzie. Duchoborców wspomógł też pisarz Lew Tołstoj, który przekazał im dochód z powieści Zmartwychwstanie oraz zorganizował powszechną zbiórkę pieniędzy.
W Kanadzie duchoborcy zorganizowali życie na wzór rolniczych wspólnot huteryckich.
Jednym ze znanych przywódców duchoborców był Piotr Wierygin (1859–1924), który zginął w tajemniczej eksplozji w pociągu w zachodniej Kanadzie. Wyłoniła się grupa jego zwolenników, zwanych „Swobodniki” („Wolnościowcy”). Rozpoczęli oni głośne protesty, np. chodząc nago, bez ubrania na znak protestu przeciwko materializmowi, przymusowej edukacji dzieci w szkołach państwowych i wykupywaniu ziemi przez państwo. Doprowadziło to do powtarzających się aresztowań duchoborców, które trwały do lat 1960. i później. Pozostali duchoborcy potępiali takie działania współwyznawców, jako sprzeczne z zasadą pacyfizmu i unikania przemocy.
Pozostałe odłamy duchoborców to „Niezależni” (odrzucający dziedzicznych przywódców i rolniczy tryb życia) oraz „Wspólnotowcy” (wierni Wieryginowi, mieszkający w rolniczych wspólnotach w Kolumbii Brytyjskiej).

## Obecnie
Liczbę duchoborców ocenia się na 30 000 w Kanadzie i około 30 000 w Rosji. Największą organizacją jest Związek Duchowych Wspólnot Chrystusa, założony przez syna Wierygina (również Piotra) w 1938 w Kanadzie.
Obecnie nie żyją już we wspólnotach rolniczych. Nabożeństwa koncentrują się na śpiewaniu psalmów, hymnów i pieśni religijnych po rosyjsku. Nie praktykują w ogóle chrztu. Odrzucają teologię prawosławną w kwestii duchownych, liturgii, Trójcy Świętej, piekła i nieba oraz realności zmartwychwstania Jezusa. Wierzą w naturalną dobroć ludzi i odrzucają pojęcie grzech pierworodny. Niektórzy unikają używek i jedzenia mięsa oraz udziału w polityce.